# Der Reiter und der Bodensee
Der Reiter und der Bodensee ist eine Ballade, die von Gustav Schwab 1826 verfasst wurde.
Es ist schriftlich überliefert, dass am 5. Januar 1573 der Elsässer Postvogt Andreas Egglisperger mangels Ortskenntnis über den zugefrorenen („Seegfrörne“) Bodensee nach Überlingen geritten ist. Dieses unfreiwillig riskante Ereignis mit gutem Ende inspirierte Schwab 1826 zu seiner Ballade mit ihrem berühmten schlechten Ende.

## Handlung
Ein Reiter in Eile beabsichtigt, den Bodensee zu erreichen und diesen mit einem Fährkahn zu überqueren. Es ist tiefer Winter, und so verpasst er das Ufer und überquert den zugefrorenen und verschneiten See unabsichtlich, weil er ihn für eine baumlose, unbebaute Ebene hält. Am anderen Ufer angekommen, erkennt er die Gefahr, in der er gewesen ist. Während verschiedene herbeigekommene Leute ihn beglückwünschen und einladen, verliert der Reiter vor Schreck die Besinnung und fällt tot vom Pferd.

## Redensart
Als „Ritt über den Bodensee“ wird eine verwegene Tat bezeichnet, bei der dem Akteur erst im Nachhinein bewusst wird, wie riskant das Unterfangen war. In Unkenntnis oder Fehlinterpretation der Ballade wird diese Redensart auch gelegentlich falsch verwendet, nämlich wenn die Gefahr des Scheiterns schon im Vorfeld gesehen wird, ein hohes Risiko also bewusst eingegangen wird.

## Sonstiges

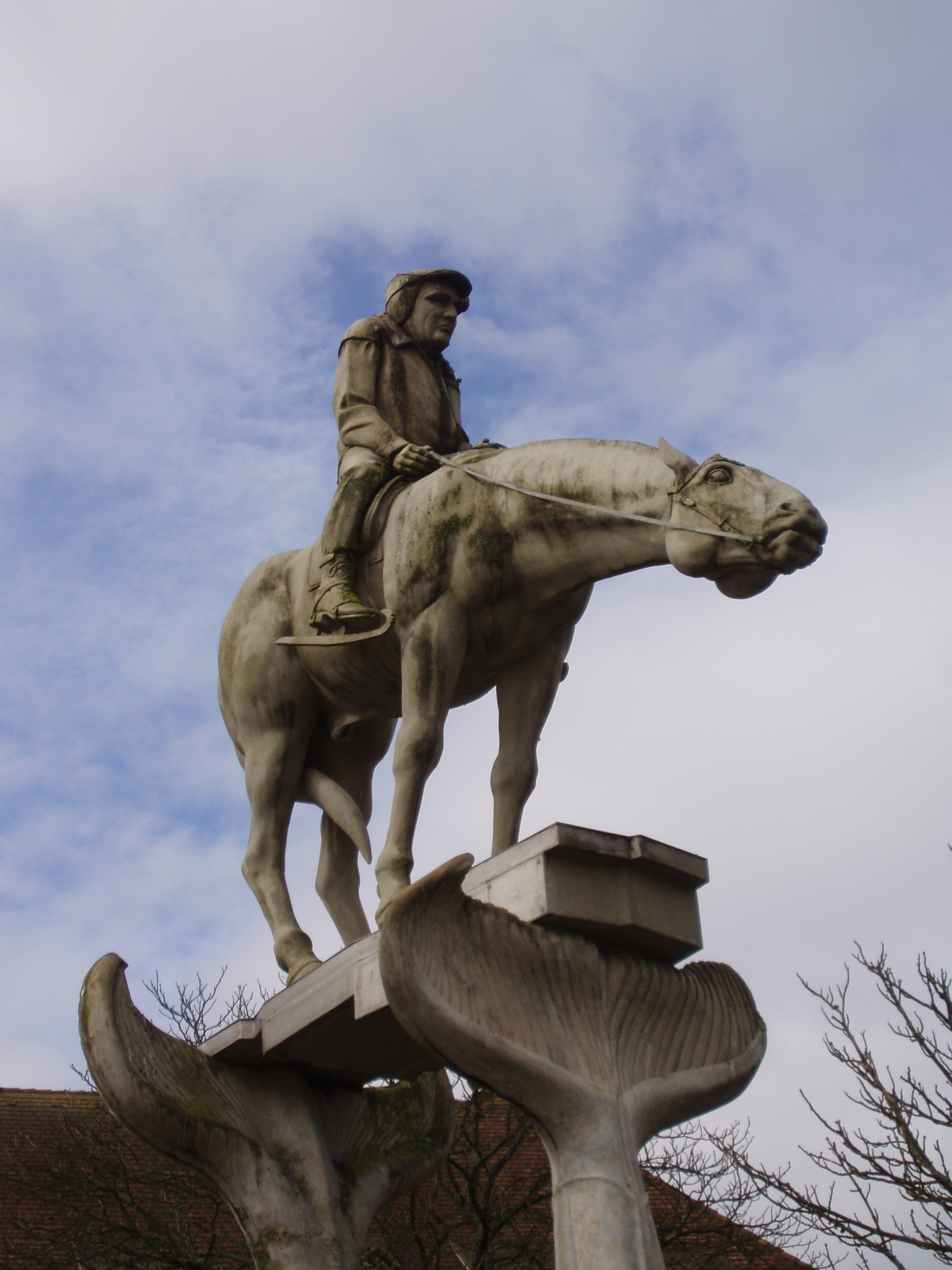
Martin Walser als Bodenseereiter, Brunnenfigur von Peter Lenk

- Eugen Roths 1935 erschienene Gedichtsammlung Ein Mensch enthält ein Gedicht mit dem Titel Gefahrvoller Ritt, das auf die Ballade Schwabs Bezug nimmt. Eugen Roth schrieb das Gedicht 1933 und reflektierte darin die unsichere politische Zukunft zu Beginn des Dritten Reiches.
- Der Reiter Georg Stärr aus Fischbach bei Friedrichshafen („Reiter vom Bodensee“) setzte sich bei der Eisprozession 1963 über den zugefrorenen Bodensee von Hagnau nach Münsterlingen auf einem Haflinger-Pferd an die Spitze des Zuges.
- Peter Handke veröffentlichte 1971 das Stück Der Ritt über den Bodensee.
- Die Ballade inspirierte den Bildhauer Peter Lenk zu seinem Werk Bodenseereiter in Überlingen.
- Robert Gernhardts Parodie Bodenseereiter von 1997 wurde im selben Jahr durch Otto Waalkes als Cover-Version des Beatles-Songs Paperback Writer vertont.[3]